# Marko Unger
Marko Unger, slovenski častnik, * 5. avgust 1967, Maribor.

## Vojaška kariera
Vojaško pot je začel leta 1982 v Srednji vojaški šoli v Ljubljani. Od 1986 do 1990 je obiskoval Vojaško akademijo kopenske vojske v Beogradu smer Oklepno mehanizirane enote (leto dni v Banja Luki).
Od 1990 do 1991 je služboval v Derventi na severu BIH. V letu 1991 pa se je zaposlil v Teritorialni obrambi. 
V vojski je opravljal dolžnosti poveljnika oddelka vojaške policije, poveljnika tankovskega voda, poveljnika tankovske čete, učitelja splošne taktike v Centru vojaških šol, načelnika oddelka taktike oklepnih enot, načelnika oddelka rodov, načelnika oddelka temeljnih vojaških ved, učitelja strategije vojaškega bojevanja, poveljnika tankovskega bataljona ter načelnika oddelka za podporo države gostiteljice. 
V tem času je bolj ali manj uspešno napredoval tudi v činih. 
- povišan v majorja (14. maj 2002)

Vojaška akademija kopenske vojske, Višji štabni tečaj, Tečaj za poveljnike bataljonov (Nemčija), Štabni tečaj za delo v multinacionalnih brigadah (Švedska), tečaj za obveščevalne častnike, tečaj za delo poveljnikov bataljonov v štabnem procesu,...

## Odlikovanja in priznanja
- bronasta medalja Slovenske vojske (11. maj 2000)
- medalja v službi miru (18. januar 2001)